# Golofa pusilla
Golofa pusilla är en skalbaggsart som beskrevs av Gilbert John Arrow 1911. Golofa pusilla ingår i släktet Golofa och familjen Dynastidae. Inga underarter finns listade i Catalogue of Life.